# Districtul Börde
Districtul Börde a fost un district rural (în germană Landkreis) din landul Saxonia-Anhalt, Germania. 